# Jüdischer Friedhof (Bezdružice)
Koordinaten: 49° 54′ 33,5″ N, 12° 57′ 26″ O

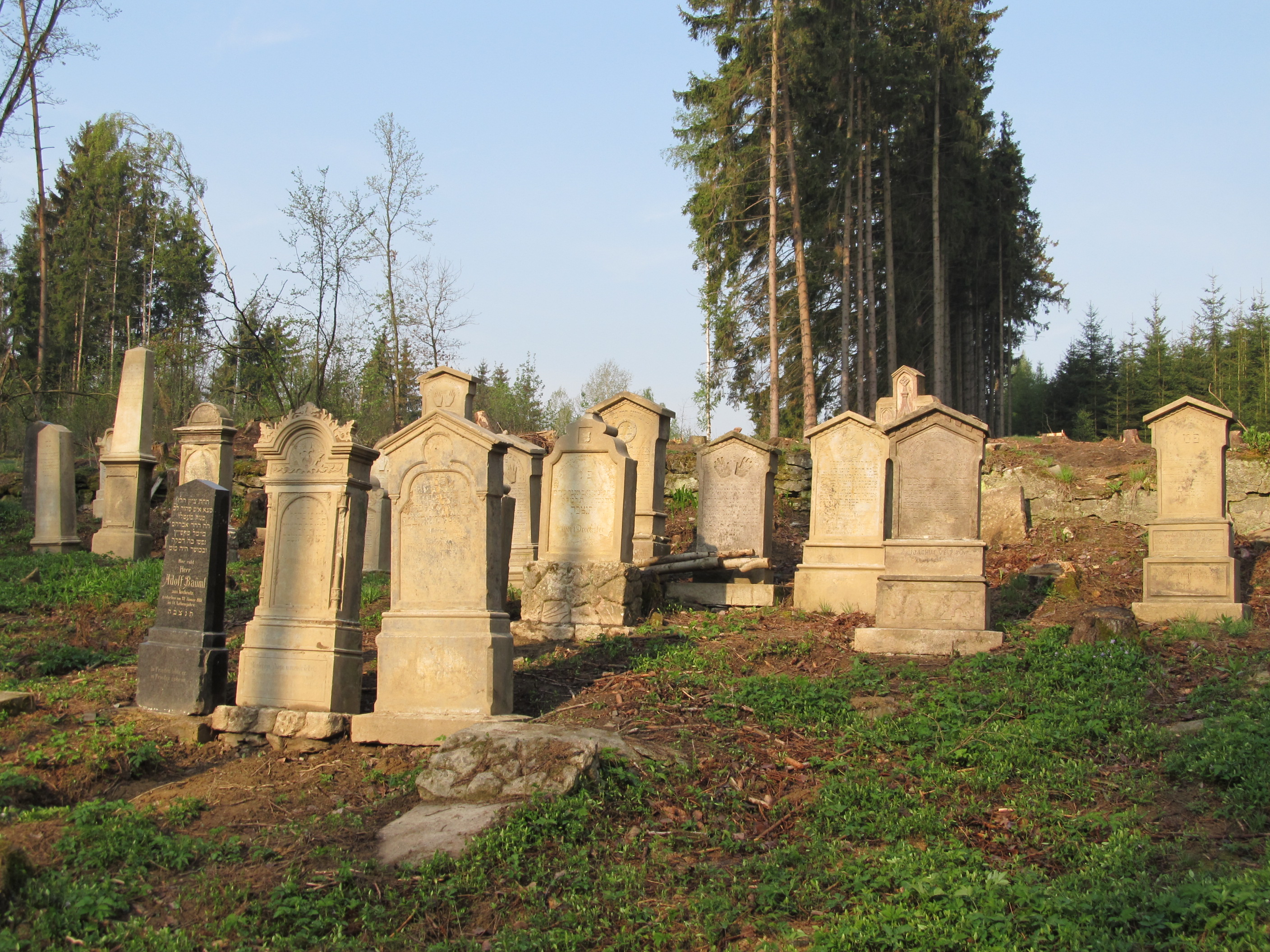
Jüdischer Friedhof in Bezdružice

Der Jüdische Friedhof in Bezdružice (deutsch Weseritz), einer Stadt im Okres Tachov in Tschechien, wurde 1761 errichtet. Der jüdische Friedhof mit einer Fläche von 1655 m² ist ein geschütztes Kulturdenkmal.
Auf dem Friedhof befinden sich heute über 212 Grabsteine (Mazevot), vor allem aus der ersten Hälfte des 19. Jahrhunderts. Auf dem Friedhof wurden die Verstorbenen aus den jüdischen Gemeinden Cebiv, Lestkov und anderen umliegenden Orten beigesetzt. 